# فلاویوس کوکزی
فلاویوس کوکزی (به انگلیسی: Flavius Koczi) (زادهٔ ۲۶ اوت ۱۹۸۷) ژیمناست اهل کشور رومانی است.